# Frierson
Frierson – jednostka osadnicza w Stanach Zjednoczonych, w stanie Luizjana, w parafii DeSoto.